# سانچز ۱۴۶۱۳
سیارک ۱۴۶۱۳ (به انگلیسی: 14613 Sanchez، نامگذاری:1998TP2) چهارده هزار و ششصد و سیزدهمین سیارک کشف شده‌است که در ۱۳ اکتبر ۱۹۹۸ کشف شد.
قدر مطلق سیارک برابر ۱۳٫۳۰ است.